# Augusztus 17.
Augusztus 17. az év 229. (szökőévben 230.) napja a Gergely-naptár szerint. Az évből még 136 nap van hátra.
Névnapok: Jácint + Aminta, Arika, Arikán, Emiliána, Ete, Hetény, Kármán

## Események
- 1487 – Mátyás király elfoglalja Bécsújhelyet (Wiener Neustadt).
- 1599 – VIII. Kelemen pápa felbontja Báthory Zsigmond erdélyi fejedelem és Mária Krisztierna Habsburg főhercegnő házasságát.
- 1848 – megszűnik az 1841 óta fennálló Yucatáni Köztársaság, miután korábbi elnöke, Miguel Barbachano bejelenti az újra egyesülést Mexikóval.
- 1892 – Francia–orosz katonai egyezmény, mely később meghatározza az I. világháború szövetségi rendszereit.
- 1932 – Az első magyarországi villamosított vasútvonal átadása. A Budapest-Hegyeshalom útvonalon a Kandó-féle villanymozdony közlekedik.
- 1947 – A szentendrei tömeggyilkosság.
- 1977 – Az „Arktyika” orosz atomjégtörő a tengerhajózás történetében először áttöri az Északi-sarki medence jégpáncélját és eljut a sarkra.
- 1977 – A budapesti Népligetben megnyitják a Planetáriumot.
- 1991 – II. János Pál pápa szentmisét celebrál a pogányi repülőtéren.
- 1996 – Claudie Andre-Deshays első francia űrhajósnőként a Szojuz TM–24 űrhajóval elindul a Mir űrállomásra.
- 2017 – Terrortámadás Barcelonában.

## Sportesemények
Formula–1
- 1952 –  holland nagydíj, Zandvoort - Győztes: Alberto Ascari (Ferrari)
- 1975 –  osztrák nagydíj, Österreichring - Győztes: Vittorio Brambilla (March Ford)
- 1980 –  osztrák nagydíj, Österreichring - Győztes: Jean-Pierre Jabouille (Renault Turbo)
- 1986 –  osztrák nagydíj, Österreichring - Győztes: Alain Prost (McLaren TAG Porsche Turbo)

## Születések
- 1414 – Nur ad-Din Abd ar-Rahman Jami perzsa szufi-költő és misztikus († 1492)
- 1603 – Lennart Torstenson svéd tábornok, hadmérnök († 1651)
- 1686 – Nicola Porpora itáliai zeneszerző, barokk operák alkotója († 1768)
- 1820 – Noszlopy Gáspár honvéd őrnagy, kormánybiztos, az 1848–49-es szabadságharcot követő függetlenségi szervezkedések egyik vezetője és vértanúja († 1853)
- 1845 – Pártos Gyula magyar építész († 1916)
- 1852 – Kiss György magyar szobrászművész, a magyar épület- és köztéri szobrászat egyik jeles képviselője († 1919)
- 1865 – Némethy Géza klasszika-filológus, irodalomtörténész, az MTA tagja († 1937)
- 1887 – IV. Károly magyar és cseh király, I. Károly néven osztrák császár († 1922)
- 1892 – Lichteneckert István olimpiai bronzérmes tőrvívó († 1929)
- 1906 – Marcello Caetano portugál politikus, miniszterelnök († 1980)
- 1913 – Oscar Alfredo Gálvez argentin autóversenyző († 1989)
- 1913 – Kurnik Ernő agrármérnök, növénynemesítő, az MTA tagja († 2008)
- 1913 – Dimény István magyar író, újságíró († 1973)
- 1920 – Maureen O’Hara (sz. Maureen FitzSimons) amerikai színésznő († 2015)
- 1924 – Jáki Szaniszló Templeton-díjas magyar származású amerikai tudománytörténész, tudományfilozófus, bencés szerzetes, teológus, fizikus, egyetemi tanár († 2009)
- 1927 – Geosits István, burgenlandi horvát író, fordító, katolikus pap († 2022)
- 1931 – Ruha István magyar hegedűművész († 2004)
- 1932 – Vidiadhar Surajprasad Naipaul trinidadi származású Nobel-díjas brit író († 2018)
- 1932 – Jean-Jacques Sempé francia grafikus, képregény-rajzoló („A kis Nicolas”) († 2022)
- 1935 – Szőke Katalin kétszeres olimpiai bajnok magyar úszó († 2017)
- 1939 – Kállai Kiss Ernő Kossuth- és kétszeres Liszt Ferenc-díjas magyar klarinét- és tárogatóművész († 2023)
- 1941 – Fritz Wepper német színész (Derrick főfelügyelő társa, Harry Klein alakítója) († 2024)
- 1942 – Ujréti László Jászai Mari-díjas magyar színész, a József Attila Színház örökös tagja
- 1943 – Árva László magyar színész
- 1943 – Robert De Niro kétszeres Oscar-díjas amerikai filmszínész
- 1948 – Badari Tibor Európa-bajnok magyar ökölvívó († 2014)
- 1951 – Sonia Natali olasz énekesnő, a Sonia e le Sorelle együttes alapítója
- 1952 – Nelson Piquet brazil autóversenyző, a Formula–1 háromszoros világbajnoka (1981, 1983, 1987)
- 1953 – Herta Müller irodalmi Nobel-díjas bánsági születésű sváb származású német írónő
- 1953 – Faragó József magyar színész, szinkronrendező
- 1955 – Ujvári Janka Jászai Mari-díjas magyar bábművész, színésznő
- 1957 – Moravetz Levente magyar színész, rendező, író
- 1957 – Sas Tamás magyar filmrendező
- 1958 – Belinda Carlisle amerikai énekesnő, dalszerző
- 1960 – Sean Penn kétszeres Oscar-díjas amerikai színész
- 1965 – David McCormick amerikai politikus, katona és üzletember
- 1967 – Nádasy Erika magyar színésznő
- 1969 – David Bernhardt amerikai politikus, belügyminiszter
- 1970 – Kovács István olimpiai bajnok magyar ökölvívó
- 1977 – Jakab Ferenc magyar virológus professzor († 2024)
- 1977 – Thierry Henry világ-, és Európa-bajnok francia labdarúgó
- 1977 – Tarja Turunen finn énekesnő, a Nightwish együttes volt énekese, 1996–2005 között.
- 1988 – Brady Corbet amerikai színész
- 1988 – Joyner Lucas amerikai rapper
- 1991 – Austin Butler Golden Globe-díjas amerikai színész-énekes, modell
- 1996 – Radics Gigi magyar énekesnő

## Halálozások
- 1461 – Jacques de Milly, a Jeruzsálemi Szent János Ispotályos Lovagrend Rodoszon 37. nagymestere (* ?)
- 1657 – Robert Blake brit admirális, Oliver Cromwell támogatója, a brit flotta fejlesztője (* 1599)
- 1786 – Nagy Frigyes porosz király (* 1712)
- 1809 – Matthew Boulton angol mechanikus (* 1728)
- 1838 – Lorenzo Da Ponte olasz librettista (* 1749)
- 1855 – Obernyik Károly író, a Tízek Társaságának tagja (* 1814)
- 1927 – Erik Ivar Fredholm svéd matematikus (* 1866)
- 1929 – Benedek Elek magyar író, meseíró (* 1859)
- 1946 – Alekszej Ivanovics Szudajev szovjet fegyvertervező (* 1912)
- 1955 – Fernand Léger francia kubista festőművész (* 1881)
- 1957 – Pornói Rezső gimnáziumi énektanár, római katolikus kántor (* 1892)
- 1964 – Inántsy-Pap Elemér magyar ügyvéd, kincstári ügyész, miniszteri osztályfőnök, országgyűlési képviselő (* 1881)
- 1966 – Ken Miles amerikai autóversenyző (* 1918)
- 1978 – Vera Mareckaja orosz szovjet színésznő (* 1906)
- 1979 – Kesztyűs Loránd orvos, immunológus, az MTA tagja, a magyarországi immunológia úttörő jelentőségű alakja (* 1915)
- 1987 – Rudolf Heß (Hess) náci politikus, birodalmi vezető, háborús főbűnös (* 1894)
- 1990 – Abody Béla József Attila-díjas magyar író, újságíró, humorista, műkritikus, színházigazgató (* 1931)
- 1990 – Körmendy László a Magyar Rádió Kazinczy-díjas főbemondója, műsorvezető (* 1916)
- 1994 – Luigi Chinetti amerikai autóversenyző (* 1901)
- 2007 – Spéter Erzsébet mecénás (* 1915)
- 2008 – Rédei Károly nyelvész, finnugrista, a Bécsi Egyetem professzora, az MTA tagja (* 1932)
- 2011 – Mátis Lajos (Ybl Miklós-díjas) magyar építészmérnök (* 1936)
- 2012 – Bogár Pál Európa-bajnok magyar kosárlabdázó, olimpikon (* 1927)
- 2015 – Paskai László magyar bíboros, nyugalmazott esztergom-budapesti érsek (* 1927)
- 2015 – Ébert Tibor szlovákiai magyar író, költő, kritikus, esztéta, zeneművész (* 1926)
- 2021 – Hankiss Ágnes József Attila-díjas magyar pszichológus, író, politikus (* 1950)
- 2024 – Novák Ferenc Tata Kossuth-díjas magyar koreográfus, rendező, etnográfus, a nemzet művésze (* 1931)

## Nemzeti ünnepek, emléknapok, világnapok
- Gaboni Köztársaság - Nemzeti ünnep - Függetlenség napja 1960
- Indonézia: a függetlenség kikiáltása (1945)